# Lynda Alicki
Lynda Alicki es una jinete estadounidense que compitió en la modalidad de doma. Ganó una medalla de oro en los Juegos Panamericanos de 1999, en la prueba por equipos.

## Palmarés internacional
| Juegos Panamericanos | Juegos Panamericanos | Juegos Panamericanos | Juegos Panamericanos |
| Año                  | Lugar                | Medalla              | Categoría            |
| -------------------- | -------------------- | -------------------- | -------------------- |
| 1999                 | Winnipeg (Canadá)    | Medalla de oro       | Por equipos          |